# Metabiantes parvulus
Metabiantes parvulus is een hooiwagen uit de familie Biantidae.